# Ugo di La Certa
Ugo di La Certa (Castello di Châlus, 1071 – Abbazia di Grandmont, 1157) è stato un monaco cristiano francese dell'Ordine di Grandmont, che scrisse la testimonianza lasciata dal fondatore dell'Ordine, santo Stefano di Thiers.
Fu il discepolo preferito di santo Stefano di Thiers (o di Grandmont, o di Muret), fondatore dell'Ordine di Grandmont verso il 1076.

## Biografia
Verso il 1107, qualche anno dopo la prima Crociata, Ugo partì in pellegrinaggio per Gerusalemme, ove rimase per due anni combattendo gl'infedeli e vivendo la preghiera.
Tornato in Francia decise, all'età di quarant'anni, di consacrare a Dio la propria vita. Si recò quindi in visita a santo Stefano di Muret, che, in un primo tempo lo respinse, perché apparteneva alla nobiltà, ma in seguito lo accettò e divenne il suo discepolo preferito.
È ad Ugo che dobbiamo la conoscenza del pensiero di Santo Stefano (che non lasciò alcuno scritto) con la sua opera Pensieri, e fu lui il redattore della prima versione della Regola dell'Ordine, scritta su disposizione del quarto priore, Stefano di Liciac.
L'epoca in cui visse Ugo fu segnata dalla creazione di numerose comunità monastiche, osservanti regole piuttosto severe: nel 1084 San Bruno fondò la Certosa e nel 1098 Roberto di Molesme fondò  l'Ordine dei Cistercensi.